# Distrikt Caravelí
Der Distrikt Caravelí liegt in der Provinz Caravelí in der Region Arequipa im Südwesten von Peru. Der Distrikt hat eine Fläche von 727,68 km². Beim Zensus 2017 wurden 4259 Einwohner gezählt. Im Jahr 1993 lag die Einwohnerzahl bei 3383, im Jahr 2007 bei 3784. Sitz der Distrikt- und Provinzverwaltung ist die Kleinstadt Caravelí mit 4104 Einwohnern (Stand 2017). Caravelí liegt im Flusstal der Quebrada Caravelí auf einer Höhe von 1779 m.
Die Stadt Caravelí ist der Sitz der Territorialprälatur Caravelí.

## Geographische Lage
Der Distrikt Caravelí liegt im zentralen Osten der Provinz Caravelí. Er erstreckt sich über das wüstenhafte Küstenhochland am Südfuß der peruanischen Westkordillere. Der Distrikt umfasst das mittlere Einzugsgebiet der Quebrada Caravelí und reicht bis zu 30 km an die Meeresküste heran. 
Der Distrikt Caravelí grenzt im Süden und Westen an den Distrikt Atico, im Norden an den Distrikt Quicacha sowie im Osten an die Distrikte Río Grande (Provinz Condesuyos) und Mariano Nicolás Valcárcel (Provinz Camaná).